# Feuerwehr Hagen
Die Feuerwehr Hagen ist für die nichtpolizeiliche Gefahrenabwehr im Stadtgebiet der Stadt Hagen zuständig und setzt sich aus der Berufsfeuerwehr, der Freiwillige Feuerwehr, Jugendfeuerwehr und der Unterstützungsabteilung zusammen. Die Feuerwehr Hagen sorgt nicht nur für die Brandbekämpfung und die allgemeine Hilfe besonders in Notfällen, sondern ist auch Träger des Rettungsdiensts der Stadt Hagen.

## Berufsfeuerwehr
Die Brandschutzabteilung ist an zwei Standorten untergebracht.

### Feuer- und Rettungswache Mitte (1)
Die im Jahr 1913 erbaute Feuerwache Mitte ist nicht mehr geeignet für die Ansprüche des 21. Jahrhunderts. Nach dem Aufstellen des neuen Brandschutzbedarfsplanes, der für Ende 2020 erwartet wurde, soll über ein neues Gebäude an diesem oder einem günstigeren Standort entschieden werden. Vor dem Jahr 2025 sei mit keiner neuen Wache zu rechnen.
An der Feuerwache sind momentan ein Löschzug (HLF 20 (B-Dienst Mitte), DLK 23, HLF 10 (A-Dienst)), der ELW 1 (C-Dienst), drei Rettungswagen, ein Krankentransportwagen, ein LNA, sowie der Gerätewagen Wasserrettung stationiert.
Ebenfalls ist der Vorbeugende Brandschutz vom Amt 37 für Brand- und Katastrophenschutz hier untergebracht sowie die Abteilung Rettungsdienst.

### Feuer- und Rettungswache Ost (2)

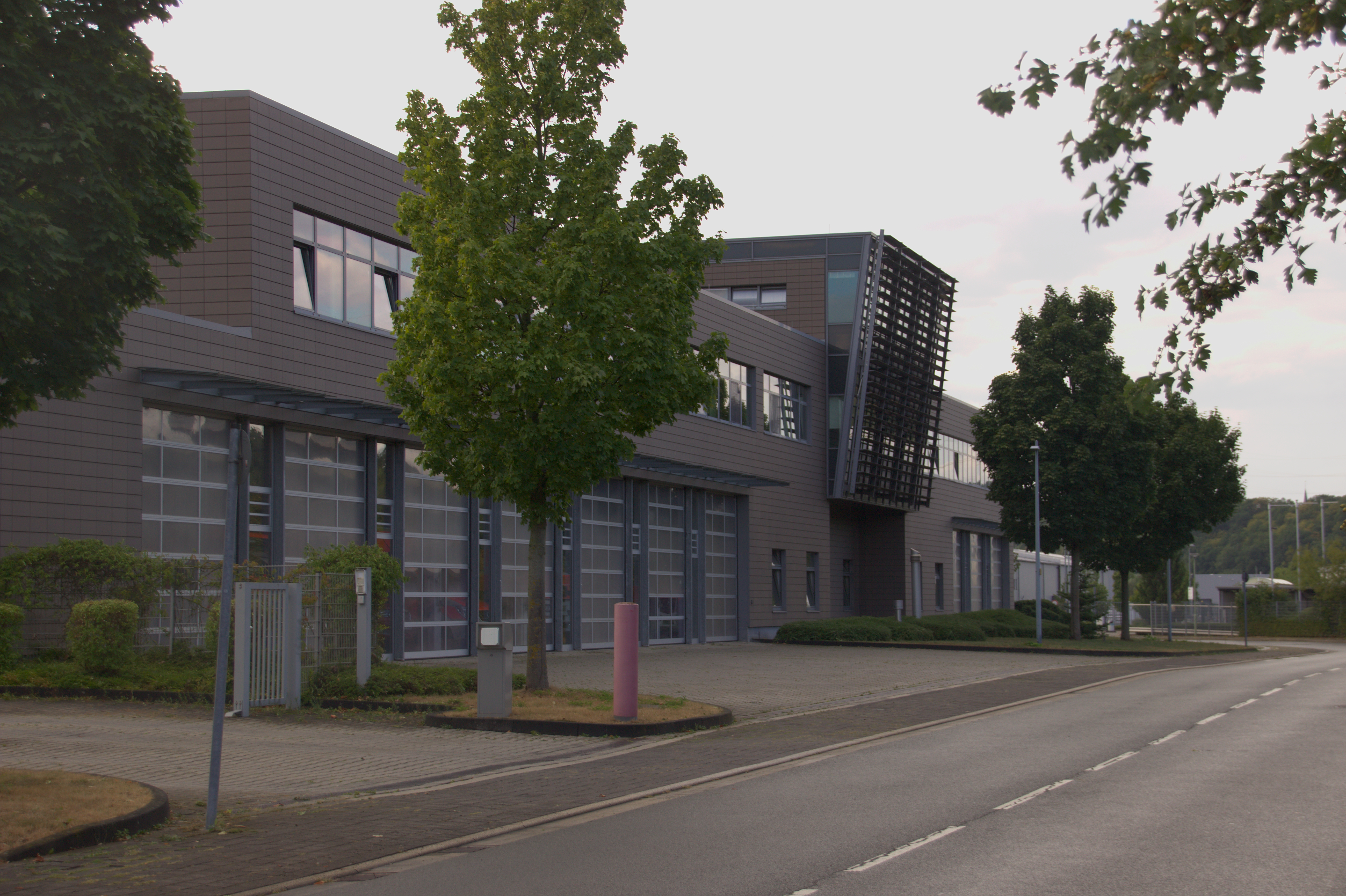
Ausfahrt der FRW Ost

Die modernere Feuerwache Ost befindet sich in Hohenlimburg in der Florianstraße 2. Hier befindet sich auch die Leitstelle der Stadt Hagen.
Hier sind ein Löschzug (HLF 20 (B-Dienst Ost), DLK 23, TLF 4000, GW-A), zwei Rettungswagen sowie ein Notarzteinsatzfahrzeug stationiert. Des Weiteren stehen an der FRW 2 diverse Sonderfahrzeuge für Feuerwehr und Rettungsdienst sowie Reservefahrzeuge.

### Rettungsdienst
An mehreren Standorten im Stadtgebiet sind Rettungswagen stationiert, nämlich in der Feuerwache Mitte, in der Feuerwache Ost, im Feuerwehrhaus HaTüWe (Rettungswache 4), im Feuerwehrhaus Vorhalle (Rettungswache 3), im Feuerwehrhaus Dahl und am Evangelischen Krankenhaus Hagen-Haspe. Außerdem unterhält der Rettungsdienst Standorte für Notarzteinsatzfahrzeuge am Agaplesion Klinikum Hagen, am Evangelischen Krankenhaus Hagen-Haspe. sowie auf der Feuerwache Ost.

## Freiwillige Feuerwehr

### Löschgruppen
Die Freiwillige Feuerwehr ist in 22 Löscheinheiten aufgeteilt. Fast jede Löschgruppe bringt eine Spezialfähigkeit ein.
Die Löschgruppen sind in fünf Abschnitte eingeteilt, diese sind jeweils an der ersten Ziffer der Löschgruppennummer ersichtlich.
| Nr.     | Name               | Standort                                     | Spezialaufgabe/Fertigkeit                           | Fahrzeuge                                                          | Gründungsjahr |
| ------- | ------------------ | -------------------------------------------- | --------------------------------------------------- | ------------------------------------------------------------------ | ------------- |
| 31 (30) | Altenhagen         | Feuerwehrhaus Altenhagen-Boelerheide-Eckesey | Dekontamination                                     | HLF 20, MTF, GW Dekon P, WLF 26, AB Dekon V, AB Mulde, AB Schlauch | 1886          |
| 25      | Berchum            | Feuerwehrhaus Berchum/Garenfeld              | MANV, Sandsacklager                                 | TLF 3000, GW-Rett, MTF, FluFöFa                                    | 1912          |
| 21      | Boele-Kabel        | Feuerwehrhaus Kabel                          | Wasserversorgung, Gewässerschutz, ABC-Erkundung     | DLK 23, TLF 3000, TLF 4000, LF 10, GW-Öl, Boot, RW 1, MTF          | 1897          |
| 33 (30) | Boelerheide        | Feuerwehrhaus Altenhagen-Boelerheide-Eckesey | keine                                               | LF 10-L, MTF                                                       | 1919          |
| 54      | Dahl               | Feuerwehrhaus Dahl                           | Grundschutz, First Responder, Waldbrandbekämpfung   | TLF 3000, TLF 3000, LF 10, Medi-Pkw, MTF                           | 1900          |
| 32 (30) | Eckesey            | Feuerwehrhaus Altenhagen-Boelerheide-Eckesey |                                                     | LF 10, MTF                                                         | 1886          |
| 53      | Eilpe-Delstern     | Feuerwehrhaus Haßley                         | Hochdruckbelüftung, Schlauchwagen, MANV             | LF 10, MTF, SW 2000                                                | 1876          |
| 14 (10) | Elsey              | FRW Ost                                      | FRW-Ost besetzen, Logistik                          | HLF20, LF 10-L, MTF, WLF 26, AB Atemschutz                         | 1904          |
| 51      | Eppenhausen        | Feuerwehrhaus Haßley                         | ABC-Erkundung                                       | HLF 20, LF 20 KatS, CBRN ErkW, MTF                                 | 1901          |
| 22      | Fley               | Feuerwehrhaus Fley                           | Führungsunterstützung                               | TLF 3000, LF 20 KatS, SW 2000, ELW1, MTF                           | 1923          |
| 26      | Garenfeld          | Feuerwehrhaus Berchum/Garenfeld              | MANV, Sandsacklager                                 | LF 10, GW-L2, FwA-Strom, MTF, FluFöFa                              | 1931          |
| 23      | Halden             | Feuerwehrhaus Halden                         | keine                                               | HLF 10, LF 10, MTF, FwA-Pumpe                                      | 1914          |
| 42      | Haspe              | Feuerwehrhaus HaTüWe                         | FRW-Mitte besetzen                                  | TLF 3000, LF 20 KatS, MTF                                          | 1881          |
| 24      | Herbeck            | Feuerwehrhaus Herbeck                        | Radlader                                            | LF 20 KatS, Radlader, MTF                                          | 1923          |
| 11      | Hohenlimburg Mitte | Feuerwehrhaus Gasstraße                      | Führungsunterstützung                               | HLF 20, MTF                                                        | 1880          |
| 52      | Holthausen         | Feuerwehrhaus Haßley                         | keine                                               | TLF 3000, MTF                                                      | 1910          |
| 13      | Nahmer             | Feuerwehrhaus Gasstraße                      | Wachen besetzen mit Drehleiter, Waldbrandbekämpfung | DLK 23, TLF 3000, TLF 3000, MTF                                    | 1900          |
| 12      | Oege               | Feuerwehrhaus Gasstraße                      | Ölverschmutzungen auf Gewässer                      | LF 10, LF 10 (Reserve), GW-Öl, RW                                  | 1880          |
| 15 (10) | Reh                | FRW Ost                                      | FRW-Ost besetzen, Logistik                          | HLF 10, MTF                                                        | 1924          |
| 43      | Tücking            | Feuerwehrhaus HaTüWe                         | FRW-Mitte besetzen, Technische Hilfe im Wald        | HLF 10, LF 10, MTF, RW                                             | 1881          |
| 34      | Vorhalle           | Feuerwehrhaus Vorhalle                       | Gefahrgut am Güterbahnhof                           | LF 20, GW Dekon P, MTF                                             | 1889          |
| 41      | Wehringhausen      | Feuerwehrhaus HaTüWe                         | FRW-Mitte besetzen, Schiene                         | HLF 20, TLF 3000, ELW 1                                            | 1873          |

### Standorte
Nach der im Jahr 1988 vom Stadtrat verabschiedeten Neukonzeption für Brandschutz und Rettungsdienste wurden in den vergangenen Jahren viele Feuerwehrhäuser neu errichtet bzw. sind noch in Bau und Planung. Dabei sollen die 22 Löschgruppen an zehn Standorten zusammengefasst werden. Trotz weiterer Entfernung zu den Wohnorten verspricht man sich vom Zusammenfassen von unterschiedlichen Löschgruppen an einem Standort ein schnelleres Ausrücken von vollen Fahrzeugen, da sie so von unterschiedlichen Löschgruppen besetzt werden können. Die Standorte sind unter der Maßgabe gewählt, dass die Einsatzorte nach maximal 9,5 Minuten nach Meldungseingang von den Einheiten der Freiwilligen Feuerwehr erreicht werden können.

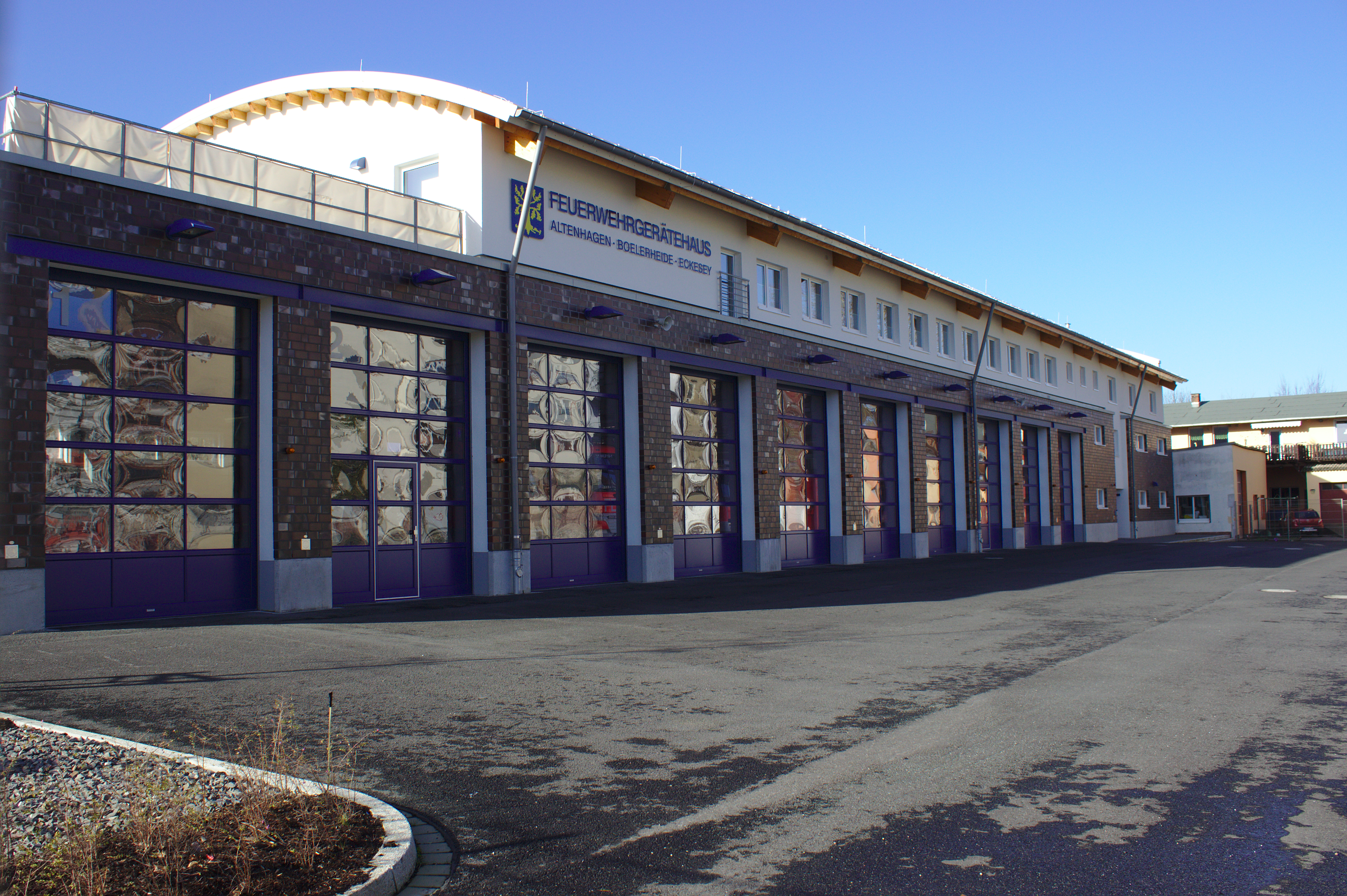
Die neuen Feuerwehrhäuser sehen ähnlich aus wie das der Löschgruppen Altenhagen, Boelerheide und Eckesey

Die neu errichteten Gebäude haben meist ein einheitliches Aussehen bekommen. Über der Fahrzeughalle sind Sozial-, Aufenthalts- und Schulungsräume untergebracht, über denen sich ein charakteristisches Tonnendach wölbt. In manchen alten Feuerwehrhäusern mussten sich die Feuerwehrmänner neben den Fahrzeugen umziehen. Frauen konnten nicht aufgenommen werden, da keine getrennten Umkleidemöglichkeiten vorhanden waren. Ebenso waren in den alten Fahrzeughallen teilweise keine Abgasabsauganlagen vorhanden.
- Als erstes wurde das Feuerwehrhaus Haspe 2008 eingeweiht (11 Stellplätze Feuerwehr, Wachbereich für den Rettungsdienst und zwei Stellplätze für die Jugendfeuerwehr West).[5]
- Seit März 2010 befindet sich die Löschgruppe Vorhalle in ihrem neuen Feuerwehrhaus an der Revelstraße[6]
- Im Jahr 2011 ist die Löschgruppe Dahl in ein neues Feuerwehrhaus in Einheitsbauweise umgezogen.
- Es folgte im November 2012 das Feuerwehrhaus Altenhagen-Boelerheide-Eckesey. Hier ist zusätzlich noch die Notfallseelsorge untergebracht.[7]
- Im August 2015 wurde das neue Feuerwehrhaus in Haßley eröffnet. Hier finden die Löschgruppen Eilpe-Delstern, Eppenhausen und Holthausen ein neues Zuhause. Ebenso wird hier bei Bedarf die Personenauskunftsstelle eingerichtet, um im Katastrophenfall Angehörigen Informationen zu geben.[8]
- Das vorletzte ist das Feuerwehrhaus Garenfeld/Berchum mit sechs Stellplätzen an der Verbandsstraße, das im Oktober 2017 bezogen wurde.[9]
- Das letzte soll im Spätsommer 2023 für die Löschgruppen Fley, Halden und Herbeck fertiggestellt werden.[10] Aufgrund einiger Widerstände von Anwohnern,[5] musste die geplante Grundsteinlegung im November 2017 vor Ort abgebrochen werden.[11]
- Die Löschgruppen Elsey und Reh sind an der Wache Ost der Berufsfeuerwehr untergebracht.
- In einem eigenständigen Feuerwehrhaus verbleibt die LG Boele-Kabel (vier Stellplätze). Sie zog 2010 in die ehemalige großteils selbst umgebaute Turnhalle des Turnvereins ein, aus der die Löschgruppe 1897 hervorging.[1]
- Die Löschgruppen Hohenlimburg-Mitte, Nahmer und Oege befinden sich in der im Jahr 1975 erbauten ehemaligen FRW 2, welche vor der Wache an der Florianstraße als Berufsfeuerwehrwache benutzt wurde, an der Gasstraße 2–4[1]. In Zukunft ist dort die Stationierung eines RTW vorgesehen.

### Jugendfeuerwehr
In jeder der vier Himmelsrichtungen gibt es eine eigene Jugendfeuerwehrgruppe. Sie sind platziert an den Feuerwehrhäusern HaTüWe (West), Gasstraße (Ost), Boele-Kabel (Nord) sowie Haßley (Süd).
In allen Gruppen gibt es Platz für 20 Jugendliche, da das Interesse jedoch wesentlich größer ist, müssen Wartelisten geführt werden.

### Unterstützungsabteilung
Anfang 2018 hat die Hagener Feuerwehr eine Unterstützungseinheit gegründet. Durch sie sollen die Aktiven in der Einsatzabteilung entlastet werden. Innerhalb eines Jahres wollte die Feuerwehr 50 Mitglieder finden, die sich um Mitgliederwerbung, Dokumentation, die Auskunftsstelle und Ähnliches kümmern können.

## Werkfeuerwehren
Die Firmen thyssenkrupp Hohenlimburg GmbH und Kabel Premium Pulp & Paper GmbH haben jeweils eigene Werkfeuerwehren. Die Firma Bilstein GmbH unterhält eine Betriebsfeuerwehr.